# Ockstadt

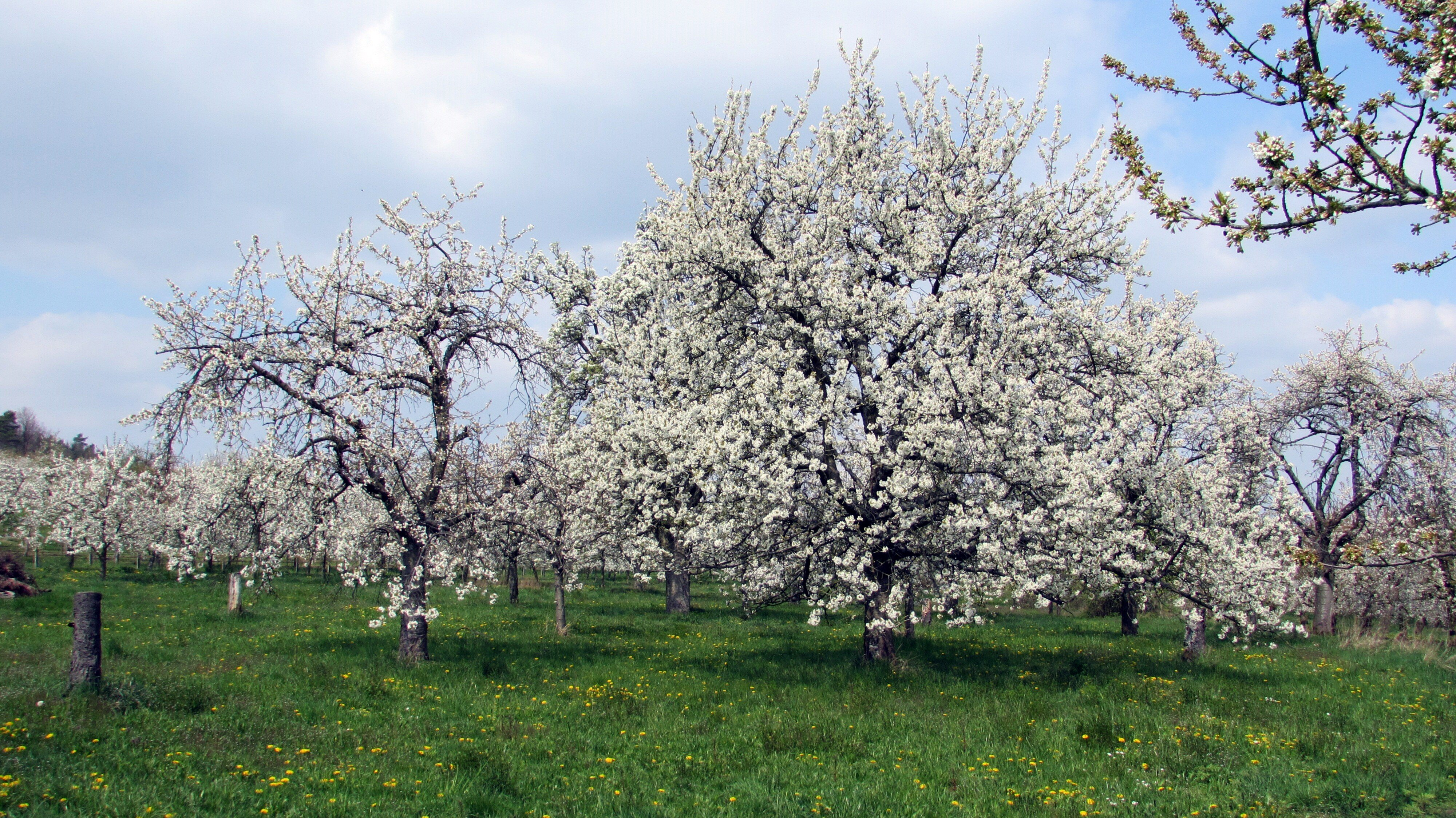
Blütezeit bei Ockstadt (April 2019)

Ockstadt ist ein Stadtteil von Friedberg (Hessen) im südhessischen Wetteraukreis.

## Geographische Lage
Ockstadt liegt rund einen Kilometer westlich der Kernstadt Friedberg und zu Füßen der Südostabdachung des Winterstein-Taunuskamms, einem östlichen Ausläufer des waldreichen Hohen Taunus. Direkt am Ortsrand erhebt sich der 259 Meter hohe Galgenkopf. Hinter dieser Anhöhe überwindet die Bundesautobahn 5 den Taunushauptkamm. Die nordöstliche Gemarkungsgrenze folgt der Kammlinie über den Steinkopf, der mit 518 Meter höchsten Erhebung der Gemarkung bis zum 500 Meter hohen Kuhkopf, der über fünf Kilometer von der Ortschaft entfernt ist. Die Gemarkungsfläche beträgt 1847 Hektar, davon sind 902 Hektar bewaldet (Stand: 1961).
Im Umfeld des Ortes wird in großem Umfang Obst angebaut, bekannt sind vor allem die „Ockstädter Kirschen“.

## Geschichte

### Urgeschichte und Mittelalter
Schon zur Zeit der Kelten war Ockstadt, das 817 n. Chr. in einer Schenkungsurkunde an das Kloster Lorsch erstmals urkundlich erwähnt wurde, besiedelt und wurde landwirtschaftlich genutzt.
Die ersten bekannten Besitzer waren die Grafen von Kleeberg und Mörlen. Nach deren Aussterben fiel es an die Herren von Eppstein. Als reichsunmittelbares Lehen wurde es zu Beginn des 14. Jahrhunderts eingezogen und 1350 von Karl IV. teilweise an die Herren von Carben verpfändet, allerdings schon 1374 wurde es der Reichsstadt Friedberg gestattet, diese Pfandschaften einzulösen. Seit dem Ende des 14. Jahrhunderts sind die Herren von Cleen als Besitzer greifbar. Gottfried von Cleen erbaute 1490 bis 1495 die heutige Burg Frankenstein. 1521 kam dieser Besitz in weiblicher Erbfolge durch Heirat an die Herren von Frankenstein, die bis zum Ende des 18. Jahrhunderts im Ockstädter Schloss wohnten. Die verbliebenen Lehen der Herren von Carben wurden 1525 an die Burg Friedberg verkauft. Mit dem Ende des Alten Reichs kam Ockstadt 1806 an Großherzogtum Hessen.

### Neuzeit
Die verbliebenen Polizei- und Gerichtsrechte wurden ab 1822 im Namen der Patrimonialgerichtsherren durch das Großherzogtum Hessen ausgeübt. Dabei wurde zugleich Verwaltung und Rechtsprechung getrennt.
Ockstadt gehörte zum Gebiet des Gemeinen Rechts, das hier ohne die Überlagerung von Partikularrecht galt. Dieses behielt seine Geltung auch während der Zugehörigkeit zum Großherzogtum Hessen im 19. Jahrhundert, bis es zum 1. Januar 1900 von dem einheitlich im ganzen Deutschen Reich geltenden Bürgerlichen Gesetzbuch abgelöst wurde.
Im Vorfeld der Gebietsreform in Hessen wurde die Gemeinde Ockstadt am 31. Dezember 1971 im beiderseitigen Einvernehmen in die Stadt Friedberg eingegliedert. Für Ockstadt wurde wie für jeden Stadtteil ein Ortsbezirk mit Ortsbeirat und Ortsvorsteher eingerichtet. Die Grenzen der Ortsbezirke folgen den seitherigen Gemarkungsgrenzen.

### Verwaltungsgeschichte im Überblick
Die folgende Liste zeigt die Staaten und Verwaltungseinheiten, denen Ockstadt angehört(e):
- 817: Wettereiba (in pago Wetereiba)
- vor 1806: Heiliges Römisches Reich,  Freiherr von Franckenstein zu Ockstadt (halb Mannlehen von Kaiser und Reich, die andere Hälfte von Kurmainz wegen der Herrschaft Eppstein)
- ab 1806: Großherzogtum Hessen (Souveränitätslande),[Anm. 2] Fürstentum Oberhessen, Patrimonialgericht von Frankenstein
- ab 1815: Großherzogtum Hessen (Souveränitätslande), Provinz Oberhessen, Patrimonialgericht von Frankenstein
- ab 1821: Großherzogtum Hessen, Provinz Oberhessen, Landratsbezirk Butzbach[Anm. 3]
- ab 1829: Großherzogtum Hessen, Provinz Oberhessen, Verlegung und Umbenennung in Landratsbezirk Friedberg
- ab 1832: Großherzogtum Hessen, Provinz Oberhessen, Kreis Friedberg
- ab 1848: Großherzogtum Hessen, Regierungsbezirk Friedberg
- ab 1852: Großherzogtum Hessen, Provinz Oberhessen, Kreis Friedberg
- ab 1867: Norddeutscher Bund,[Anm. 4] Großherzogtum Hessen, Provinz Oberhessen, Kreis Friedberg
- ab 1871: Deutsches Reich, Großherzogtum Hessen, Provinz Oberhessen, Kreis Friedberg
- ab 1918: Deutsches Reich (Weimarer Republik), Volksstaat Hessen, Provinz Oberhessen, Kreis Friedberg
- ab 1938: Deutsches Reich, Volksstaat Hessen, Landkreis Friedberg[10][Anm. 5]
- ab 1945: Amerikanische Besatzungszone,[Anm. 6] Groß-Hessen, Regierungsbezirk Darmstadt, Landkreis Friedberg
- ab 1946: Amerikanische Besatzungszone, Land Hessen, Regierungsbezirk Darmstadt, Landkreis Friedberg
- ab 1949: Bundesrepublik Deutschland, Land Hessen, Regierungsbezirk Darmstadt, Landkreis Friedberg
- ab 1972: Bundesrepublik Deutschland, Land Hessen, Regierungsbezirk Darmstadt, Wetteraukreis, Stadt Friedberg[Anm. 7]

## Bevölkerung
Einwohnerstruktur 2011
Nach den Erhebungen des Zensus 2011 lebten am Stichtag dem 9. Mai 2011 in Ockstadt 3183 Einwohner. Darunter waren 165 (5,2 %) Ausländer.
Nach dem Lebensalter waren 555 Einwohner unter 18 Jahren, 1356 zwischen 18 und 49, 687 zwischen 50 und 64 und 585 Einwohner waren älter. Die Einwohner lebten in 1359 Haushalten. Davon waren 417 Singlehaushalte, 384 Paare ohne Kinder und 420 Paare mit Kindern, sowie 105 Alleinerziehende und 36 Wohngemeinschaften. In 255 Haushalten lebten ausschließlich Senioren und in 948 Haushaltungen lebten keine Senioren.
Einwohnerentwicklung
| Ockstadt: Einwohnerzahlen von 1834 bis 2022 | Ockstadt: Einwohnerzahlen von 1834 bis 2022 | Ockstadt: Einwohnerzahlen von 1834 bis 2022 | Ockstadt: Einwohnerzahlen von 1834 bis 2022 | Ockstadt: Einwohnerzahlen von 1834 bis 2022 |
| --- | ------------------------------------------- | ------------------------------------------- | ------------------------------------------- | ------------------------------------------- |
| Jahr |                                             |                                             |                                             | Einwohner                                   |
| 1834 | 1834                                        |                                             | 954                                         | 954                                         |
| 1840 | 1840                                        |                                             | 1.002                                       | 1.002                                       |
| 1846 | 1846                                        |                                             | 1.080                                       | 1.080                                       |
| 1852 | 1852                                        |                                             | 1.092                                       | 1.092                                       |
| 1858 | 1858                                        |                                             | 1.133                                       | 1.133                                       |
| 1864 | 1864                                        |                                             | 1.053                                       | 1.053                                       |
| 1871 | 1871                                        |                                             | 1.099                                       | 1.099                                       |
| 1875 | 1875                                        |                                             | 1.135                                       | 1.135                                       |
| 1885 | 1885                                        |                                             | 1.290                                       | 1.290                                       |
| 1895 | 1895                                        |                                             | 1.298                                       | 1.298                                       |
| 1905 | 1905                                        |                                             | 1.329                                       | 1.329                                       |
| 1910 | 1910                                        |                                             | 1.865                                       | 1.865                                       |
| 1925 | 1925                                        |                                             | 1.556                                       | 1.556                                       |
| 1939 | 1939                                        |                                             | 1.578                                       | 1.578                                       |
| 1946 | 1946                                        |                                             | 2.191                                       | 2.191                                       |
| 1950 | 1950                                        |                                             | 2.232                                       | 2.232                                       |
| 1956 | 1956                                        |                                             | 2.195                                       | 2.195                                       |
| 1961 | 1961                                        |                                             | 2.262                                       | 2.262                                       |
| 1967 | 1967                                        |                                             | 2.380                                       | 2.380                                       |
| 1970 | 1970                                        |                                             | 2.390                                       | 2.390                                       |
| 1980 | 1980                                        |                                             | ?                                           | ?                                           |
| 1990 | 1990                                        |                                             | ?                                           | ?                                           |
| 2000 | 2000                                        |                                             | ?                                           | ?                                           |
| 2011 | 2011                                        |                                             | 3.183                                       | 3.183                                       |
| 2022 | 2022                                        |                                             | 3.076                                       | 3.076                                       |
| Datenquelle: Historisches Gemeindeverzeichnis für Hessen: Die Bevölkerung der Gemeinden 1834 bis 1967. Wiesbaden: Hessisches Statistisches Landesamt, 1968. Weitere Quellen: LAGIS; Zensus 2011; Wetteraukreis |                                             |                                             |                                             |                                             |

Konfessionsstatistik
| • 1961: | 320 evangelische (= 14,15 %), 1897 katholische (= 83,86 %) Einwohner |

## Politik

### Ortsbeirat
Für Ockstadt besteht ein Ortsbezirk (Gebiete der ehemaligen Gemeinde Ockstadt) mit Ortsbeirat und Ortsvorsteher nach der Hessischen Gemeindeordnung.
Der Ortsbeirat besteht aus neun Mitgliedern. Bei den Kommunalwahlen in Hessen 2021 betrug die Wahlbeteiligung zum Ortsbeirat 54,31 %. Es wurden gewählt: fünf Mitglieder der CDU sowie je zwei Mitglieder des Bündnis 90/Die Grünen und der FDP. Der Ortsbeirat wählte Stefanie Kipp (CDU) zum Ortsvorsteher.
Bei der Kommunalwahl am 6. März 2016 ergab sich folgende Sitzverteilung:
| Parteien und Wählergemeinschaften | Parteien und Wählergemeinschaften           | %     | Stimmen | Sitze |
| CDU                               | Christlich Demokratische Union Deutschlands | 75,91 | 7.483   | 7     |
| FDP                               | Freie Demokratische Partei                  | 24,09 | 2.375   | 2     |
| gesamt                            | gesamt                                      | 100,0 | 9.858   | 9     |
| Wahlbeteiligung                   | Wahlbeteiligung                             | 51,36 |         |       |

### Wappen
Am 24. Juni 1964 wurde der Gemeinde Ockstadt im damaligen Landkreis Friedberg ein Wappen mit folgender Blasonierung verliehen: Schild schrägrechts geteilt, vorn in Gold ein rotes Beileisen, hinten in Schwarz drei fünfblättrige silberne Kirschblüten mit goldenem Fruchtknoten.

## Kultur und Sehenswürdigkeiten
- Burg Frankenstein (nicht zur Besichtigung freigegeben)

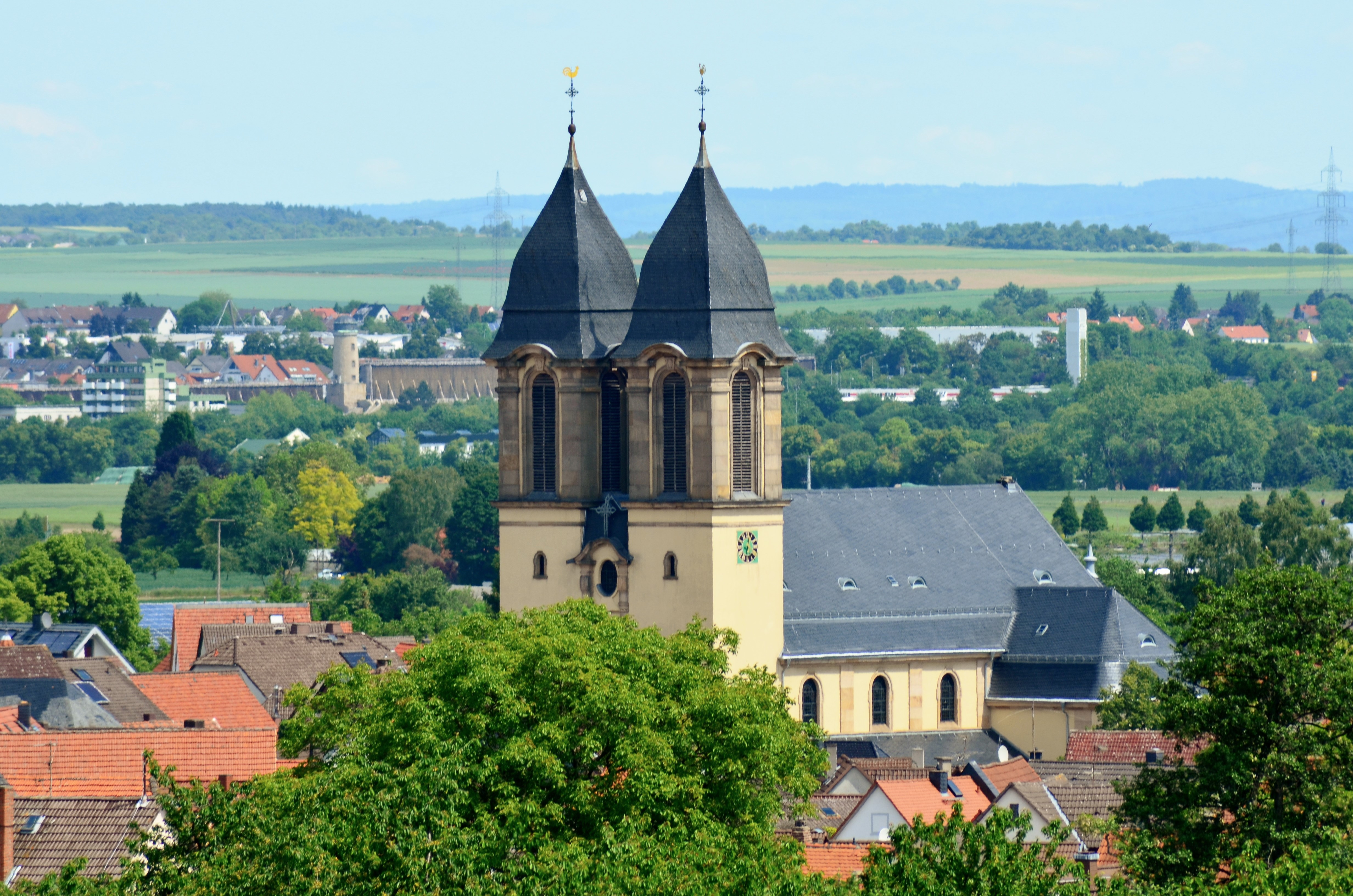
St.-Jakobus-Kirche
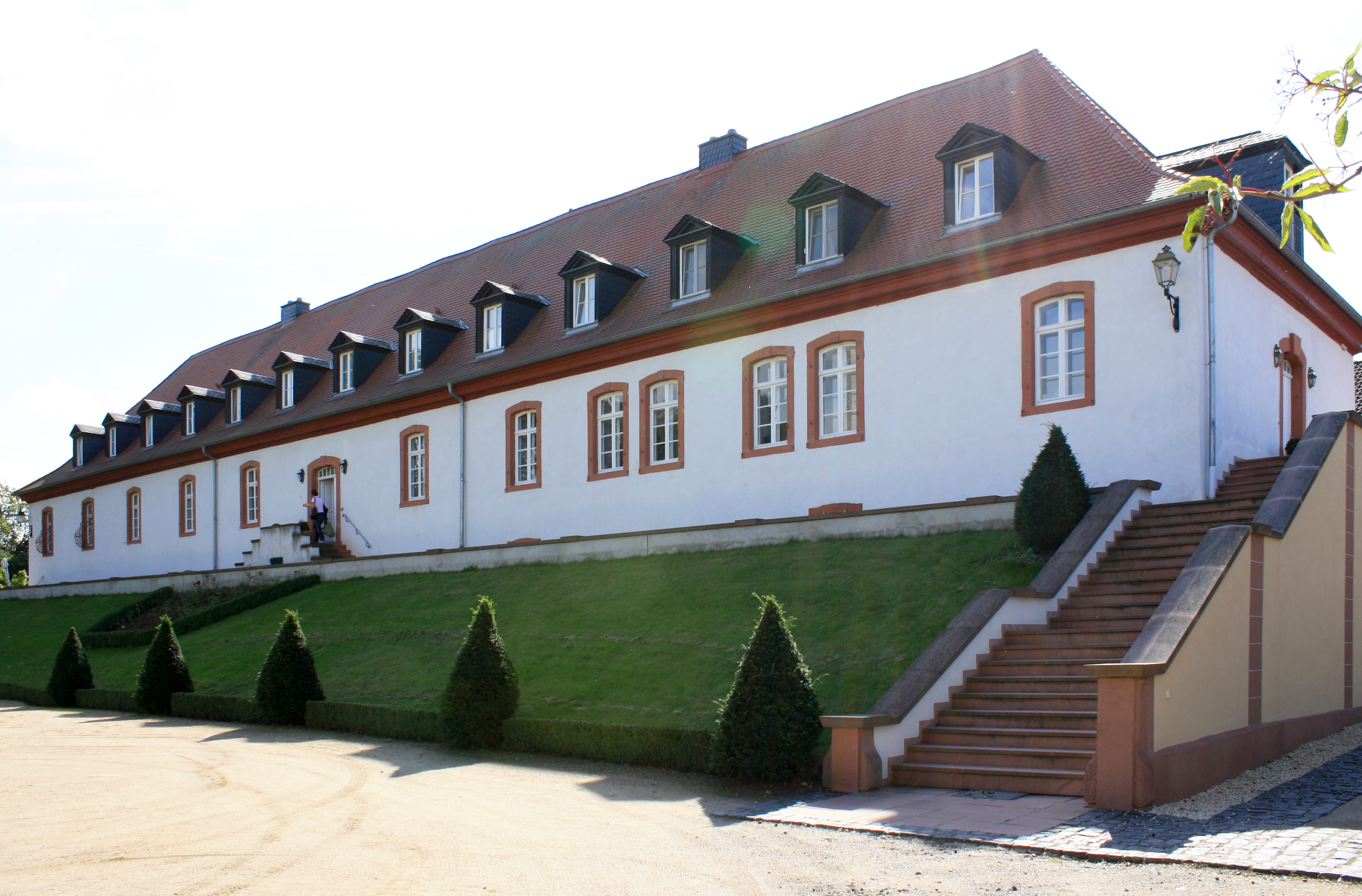
Burg Frankenstein
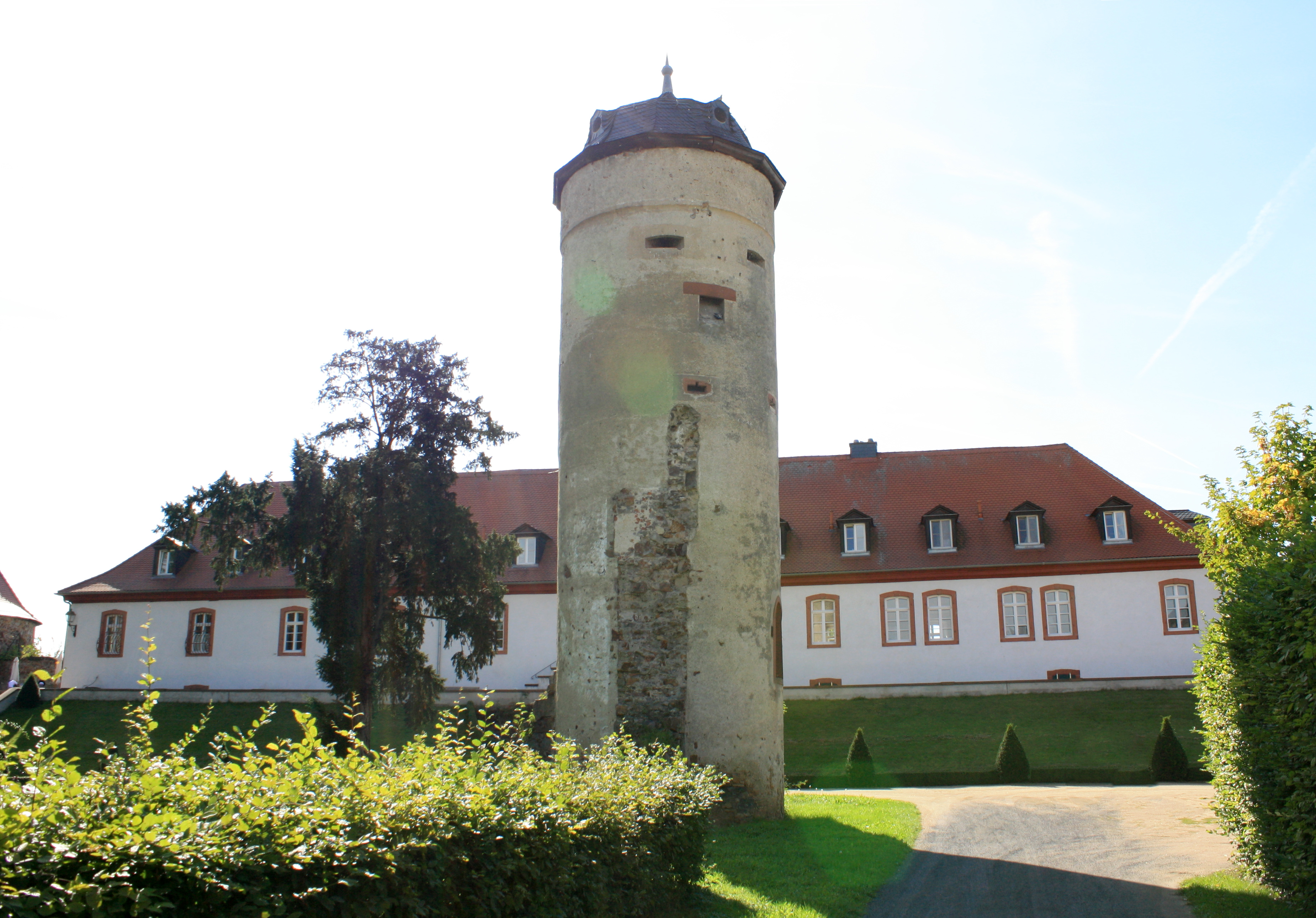
Turm vor Burg Frankenstein
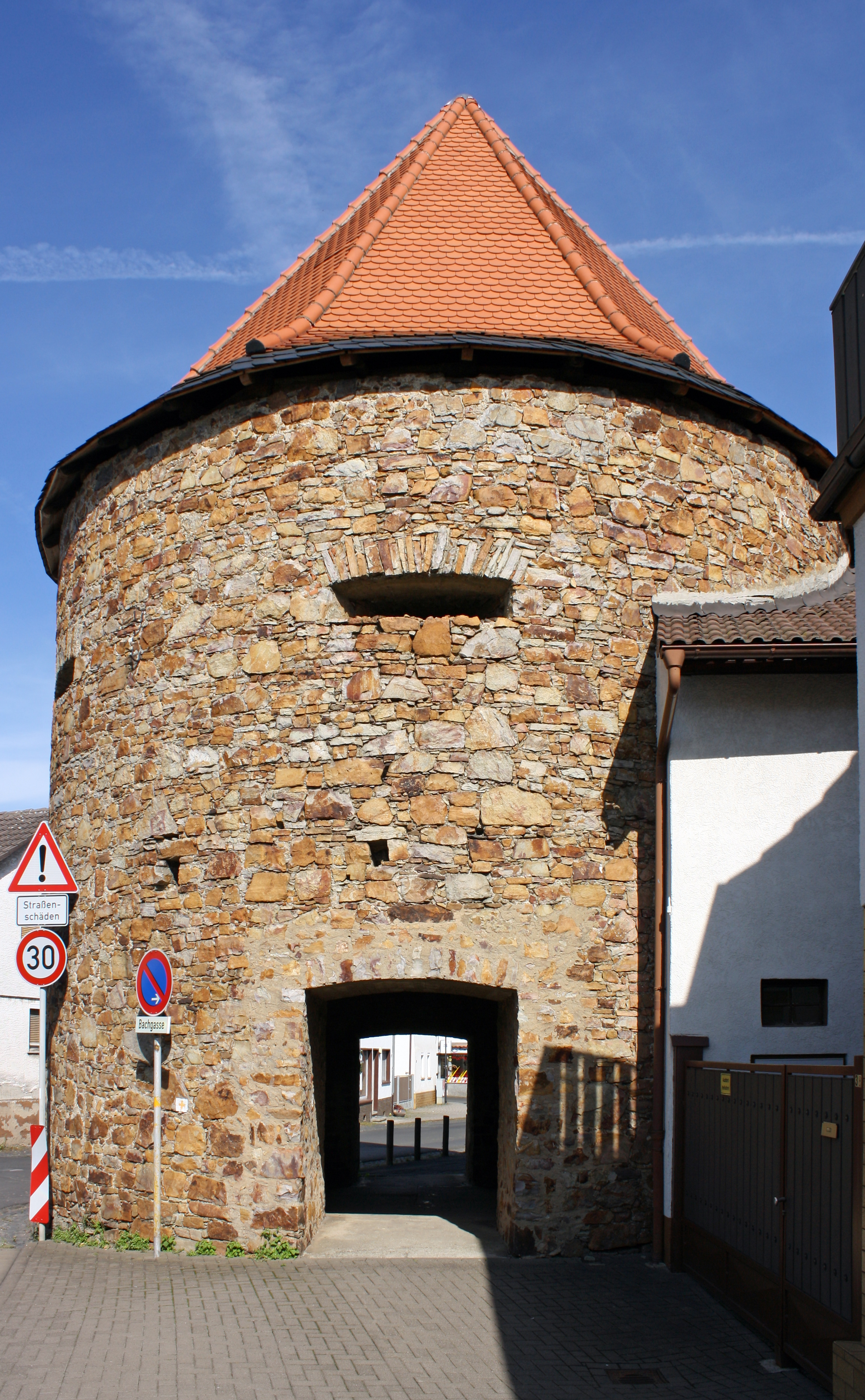
Wehrturm der Burg Frankenstein

- Kirschenberg
- Quellwasserschwimmbad Ockstadt
- Golfplatz
- Hollarkapelle

- St.-Jakobus-Kirche
- Burg Frankenstein
- Turm vor Burg Frankenstein
- Wehrturm der Burg Frankenstein

## Wirtschaft und Infrastruktur

### Verkehr
Die Kreisstraße K 12 verbindet Ockstadt mit der Kernstadt Friedberg und mit der Bundesstraße 3, die als Ortsumfahrung zwischen Ockstadt und der Kernstadt liegt und von der K 12 auf einer Brücke überquert wird. Ferner führt südlich an Ockstadt die Bundesstraße 455 vorbei. Die Bundesstraßen kreuzen sich an der Südostgrenze der Gemarkung mit einem Brückenbauwerk. Hauptdurchgangsstraße in Ockstadt ist die Landesstraße L 3134 als Nauheimer Straße, Bachgasse und Rosbacher Straße.

### Öffentliche Einrichtungen
Ockstadt hat eine Grundschule. Sie wurde vor über 100 Jahren erbaut und war früher eine Volksschule. Neben der Schule befindet sich ein Jugendheim, in dem Sportunterricht der Schulklassen stattfindet. Es gibt ein Sportgelände mit zwei Fußballplätzen, an dem 2008 eine Sporthalle errichtet wurde. Ockstadt hat zwei Kindergärten und eine Freiwillige Feuerwehr. Es gibt des Weiteren ein Freibad, welches früher ein Löschwasserteich war.

## Persönlichkeiten

### Töchter und Söhne des Ortes
- Georg von Rolshausen (1795–1868), deutscher Rittergutsbesitzer und Politiker